# Karel Vildomec
Karel Vildomec (1. května 1912 Svatoslav u Tišnova – 16. ledna 1979 Prostějov) byl český bombardovací pilot u 311. perutě.

## Život

### Odchod do zahraničí[2]
Byl odveden v Paříži ve Francii dne 2.10.1939.
První Válečný kříž dostal už ve Francii na jaře 1940 za operační lety s bitevníky, třetí u 311. perutě v East Wreatham 28. září 1941.
Turnus 37 letů v trvání 210 hod 10 minut a ještě 14. 6. u 1429 COTF v East Wreatham.
V září 1942 odjel společně s Rudolfem Zimou a Vilémem Murcekem na Queen Mary do Kanady školit pilotní žáky.

### Návrat do vlasti[3]
Po válce byl zástupcem velitele pro výcvik v PŠPj - prostějovské Pilotní škole pokračovací jednomotorové.
Po „Vítězství pracujícího lidu" 25. 2. 1948 dán mimo službu a stejně jako mnoho dalších příslušníků RAF obviněn ze spolupráce s imperialistickými mocnostmi, kdy mu hrozil dokonce trest smrti.
To naštěstí neprokázáno, ale přesto byl poslán na dva roky k PTP do kamenolomu v Komárně.
Pak pracoval ve Stavomontážích Olomouc a roku 1960 se vyučil elektrikářem.
Zemřel 16. 1.1979 v Prostějově.

### Působil v jednotkách[1]
Armée De l'Air:
- Groupe de Bombardement d'Assault II/54 (8. 6. 1940 – 18. 6. 1940)

Royal Air Force:
- Československá výcviková a náhradní jednotka letectva /Czechoslovak depot/ (17. 7. 1940 – 24. 8. 1940)
- No. 11 Operational Training Unit (24. 8. 1940 – 15. 10. 1940)
- 311. československá bombardovací peruť (15. 10. 1940 – 12. 12. 1941)
- Operational Training Flight (6. 11. 1940 – 17. 4. 1941)
- No. 5 Blind approach Training Flight, Lorenz kurs (22. 9. 1941 – 26. 9. 1941)
- No. 1429 Czechoslovak Operational Training Flight (12. 12. 1941 – 22. 7. 1942)
- velitel Advanced Training Flight (16. 12. 1941 – 1. 6. 1942)
- Central Flying School, No 8 Course (6. 12. 1941 – 31. 12. 1941)
- No. 10 Flying Instructor's School (22. 7. 1942 – 15. 9. 1942)
- No. 3 Elementry Flying Training Schools (15. 9. 1942 – 9. 12. 1942)
- No. 31 Elementry Flying Training Schools (17. 12. 1942 –)
- No. 31 Personnel Despatch Centre (24. 11. 1944 –)

### Typy letadel na kterých létal[1]
Letouny, na kterých létal do roku 1939:
- Aero A-11
- Aero A-32
- Aero A-101
- Aero A-230
- Aero A-330
- Beneš-Mráz Be-551
- Letov Š-16
- Letov Š-218
- Letov Š-328
- Praga E-39
- Praga E-41
- Praga E-241

Letouny, na kterých létal ve Francii a Anglii:
- Br 450
- Caudron C.445 Goeland
- Lioré et Olivier LeO.20
- Potez 568
- Potez 630 C.3
- Potez 631
- Potez 63.11
- Marcel Bloch M.B.200BN.4
- Potez 366
- Bréguet Bré.691AB2 (No.19)[4]
- Avro 652A Anson
- Airspeed AS.10 Oxford
- De Havilland D.H.82 Tiger Moth
- Miles Master
- Miles Magister
- Fairchild PT-26 Cornell
- Hawker Hurricane
- Supermarine Spitfire
- Vickers Wellington Mk.IC (Z8854, KX-V; X9741, KX-D; W5668, KZ-T)

## Vyznamenání
Československé:
- 4x Čs. válečný kříž 1939 (28. 10. 1940, 25. 7. 1941, 7. 9. 1941, 7. 10. 1941)
- Čs. medaile Za chrabrost (21. 6. 1941)
- Čs. medaile Za zásluhy 1. st. (13. 3. 1945)
- Pamětní medaile čs. zahraniční armády

Francouzské:
- Croix de Guerre s bronzovou hvězdou

Britské:
- The 1939-1945 Star
- Air Crew Europe Star
- Defence Medal War Medal